# Joseph Barclay Pentland
Joseph Barclay Pentland (1797-1873) fue un geógrafo, naturalista, y viajero irlandés.

## Semblanza
Nacido en Irlanda, Pentland se educó en Armagh. Estudió en París, y trabajó con Georges Cuvier. 
Con Woodbine Parish, Pentland inspeccionó una gran parte de los Andes Bolivianos entre 1826 y 1827. Publicó su Informe en Bolivia en 1827. Fue cónsul general británico en Bolivia de 1836 a 1839. Se escribió con Charles Darwin y William Buckland.

## Nombres dedicados a Pentland
- El mineral pentlandita, dedicado a Pentland.
- Cráter Pentland, en la Luna.[1]
- The Tinamus Andino (nombre científico, Nothoprocta pentlandii)
- The Tinamus Puna (nombre científico, Tinamotis pentlandii)